# Аристидис Китракис
Аристидис Китракис или капитан Нистарис (на гръцки: Αριστείδης Κιτράκης, Νύσταρης) е гръцки революционер, деец на Гръцката въоръжена пропаганда в Македония от началото на XX век. Аристидис Китракис е роден в Рустика на остров Крит. Присъединява се към гръцката въоръжена пропаганда в Македония. Оглавява малка чета от 8 души.